# Albert Otto Hirschman
Albert Otto Hirschman (ur. 7 kwietnia 1915 w Berlinie jako Albert Otto Hirschmann, zm. 11 grudnia 2012 w Ewing, New Jersey) – amerykański ekonomista specjalizujący się w ekonomii rozwoju i studiach nad Ameryką Łacińską, piszący także prace z pogranicza nauk społecznych. Jest między innymi jednym z twórców indeksu Herfindahla-Hirschmana, popularnego wskaźnika miary koncentracji rynku, szeroko stosowanego w prawie antymonopolowym.
Dzieła Hirshmana wyróżnia interdyscyplinarny i erudycyjny styl, uwzględniający złożoność procesów gospodarczych oraz znaczenie czynników o charakterze społecznym i politycznym. Dużo uwagi poświęca także społecznym i moralnym aspektom funkcjonowania instytucji rynkowych. Sprawia to, że jego dzieła są inspirujące także dla socjologii, politologii i historii idei.

## Życiorys
Życiorys Hirschmana jest równie bogaty co tematyka jego książek. Urodził się w rodzinie Żydów protestanckiego wyznania. Uczył się we francuskim liceum i rozpoczął studia na Uniwersytecie Berlińskim. W 1933 r. wyemigrował do Paryża, gdzie skończył studia na Sorbonie i w Wyższej Szkole Studiów Handlowych. Wyjechał na roczne stypendium do Londyńskiej Szkoły Ekonomicznej (LSE), a następne przeniósł się do Włoch, gdzie w 1938 r. obronił doktorat z ekonomii na uniwersytecie w Trieście (francuska polityka pieniężna lat 20. i 30.). Pod koniec lat 30. zaangażował się w walkę z faszyzmem; walczył po stronie republikanów w wojnie domowej w Hiszpanii, w 1939 zaciągnął się do armii francuskiej. Po przejęciu władzy przez Niemców, współpracował z ruchem oporu (w Marsylii był asystentem Variana Fry). W 1941 udał się do Stanów Zjednoczonych, gdzie był stypendystą na Uniwersytecie Kalifornijskim w Berkeley. Przyjął wtedy obywatelstwo amerykańskie, w wyniku czego jego nazwisko zmieniło się z Hirschmann na Hirschman. Po odbyciu służby wojskowej (1943-1946) został zatrudniony w amerykańskim banku centralnym: Zarządzie Rezerwy Federalnej (1946-1952), gdzie zajmował się finansowymi aspektami planu Marshalla. W 1952 przeniósł się do Kolumbii, gdzie był m.in. doradcą Narodowej Rady Planowania (1952-1954). Hirschman wrócił do kariery akademickiej w 1956. Wykładał na najważniejszych uniwersytetach amerykańskich: Yale (1956-1958), Columbia (1958-1964) i Harvarda (1964-1974). Od 1974 pracował na Uniwersytecie w Princeton, gdzie od 1985 był emerytowanym profesorem.

## Ekonomia rozwoju
Strategy of Economic Development była krytyką koncepcji wzrostu zrównoważonego rozwijanej przez Rosenstein-Rodana i Ragnara Nurksego. Przeszkodą rozwoju gospodarczego nie jest brak określonego czynnika rozwoju (np. oszczędności, przedsiębiorczości czy wykształconej siły roboczej), ale brak zdolności i powiązań pomiędzy istniejącymi w danym kraju zasobami i zdolnościami. Te ostatnie są zazwyczaj ukryte: źle rozproszone lub źle wykorzystywane. Według Hirschmana wzrost jest zjawiskiem z zasady niezrównoważonym: nierównowaga może spowodować początek transformacji całej gospodarki. Krytykował postulowany przez zwolenników koncepcji wzrostu zrównoważonego „frontalny atak inwestycyjny”, której logiczną konsekwencją była centralizacja decyzji inwestycyjnych. Prawdą jest, argumentował Hirschman, że samochody są bezużyteczne bez dróg. Nie oznacza to jednak, że najlepszą drogą rozwoju transportu jest jednoczesne rozwijanie przemysłu samochodowego i sieci drogowej. Inwestycje powinny być promowane w tych działach produkcji, gdzie istnieje wiele potencjalnych powiązań zarówno w ramach danej branży, jak i z innymi branżami (tzw. backward and forward linkages). Inwestycje w odpowiednio dobranym sektorze mogą spowodować wzrost w całej gospodarce. Poglądy Hirschmana na kierunki polityki rozwoju, różniły go zarówno od zwolenników rynku, jak i interwencjonizmu państwowego. Ważne jest, jego zdaniem, docenienie złożoności i nieprzewidywalności procesów rozwoju.

## Lojalność, krytyka i rozstanie
Najgłośniejszą książką Hirschmana jest Lojalność, krytyka i rozstanie, w której pokazuje różne sposoby rozumienia działania instytucji społecznych i wskazuje na konieczność szerszego spojrzenia na ideę efektywności, które wykraczałoby poza mechanizmy racjonalnego wyboru. Rezygnując z zakupów w pobliskiej piekarni stosujemy mechanizm rozstania (charakterystyczny dla myślenia ekonomistów i działania konkurencji rynkowej). Z wielu względów, ludzie stosują także mechanizm krytyki (charakterystyczny zwłaszcza dla myślenia politologów), który w niektórych obszarach życia jest jedyną możliwością sygnalizowania o naszym niezadowoleniu. Mechanizmy rozstania i krytyki mogą występować łącznie (np. rozwód nie jest jedyną metodą rozwiązania kłopotów małżeńskich), mogą też wzajemnie się wzmacniać lub osłabiać. Przykładowo, gdy bogatsi rodzice, niezadowoleni z poziomu szkół państwowych, przeniosą swoje dzieci do szkół prywatnych (rozstanie), to trudniej będzie przekonać polityków do reformy szkolnictwa (krytyka).

## Najważniejsze dzieła
- The Strategy of Economic Development, 1958
- Journeys Toward Progress: Studies of Economic Policy-Making in Latin America, 1963
- Exit, Voice, and Loyalty: Responses to Decline in Firms, Organizations, and States, 1970 (wyd. pol. Lojalność, krytyka, rozstanie: reakcje na kryzys państwa, organizacji i przedsiębiorstwa, Kraków-Warszawa 1995, seria Demokracja. Filozofia i praktyka, ISBN 83-7006-552-X)
- A Bias for Hope: Essays on Development and Latin America, 1971
- The Passions and the Interests: Political Arguments for Capitalism before Its Triumph, 1977 (wyd. pol. Namiętności i interesy: u intelektualnych źródeł kapitalizmu, Kraków-Warszawa 1997, seria Demokracja. Filozofia i praktyka, ISBN 83-7006-771-9, zawiera także esej pt. Społeczeństwo rynkowe: przeciwstawne punkty widzenia).
- Essays in Trespassing: Economics to Politics and Beyond, 1981
- Shifting Involvements: Private Interest and Public Action, 1982
- Rival Views of Market Society and Other Recent Essays, 1986
- The Rhetoric of Reaction: Perversity, Futility, Jeopardy, 1991
- A Propensity to Self-Subversion, 1995